# Loam

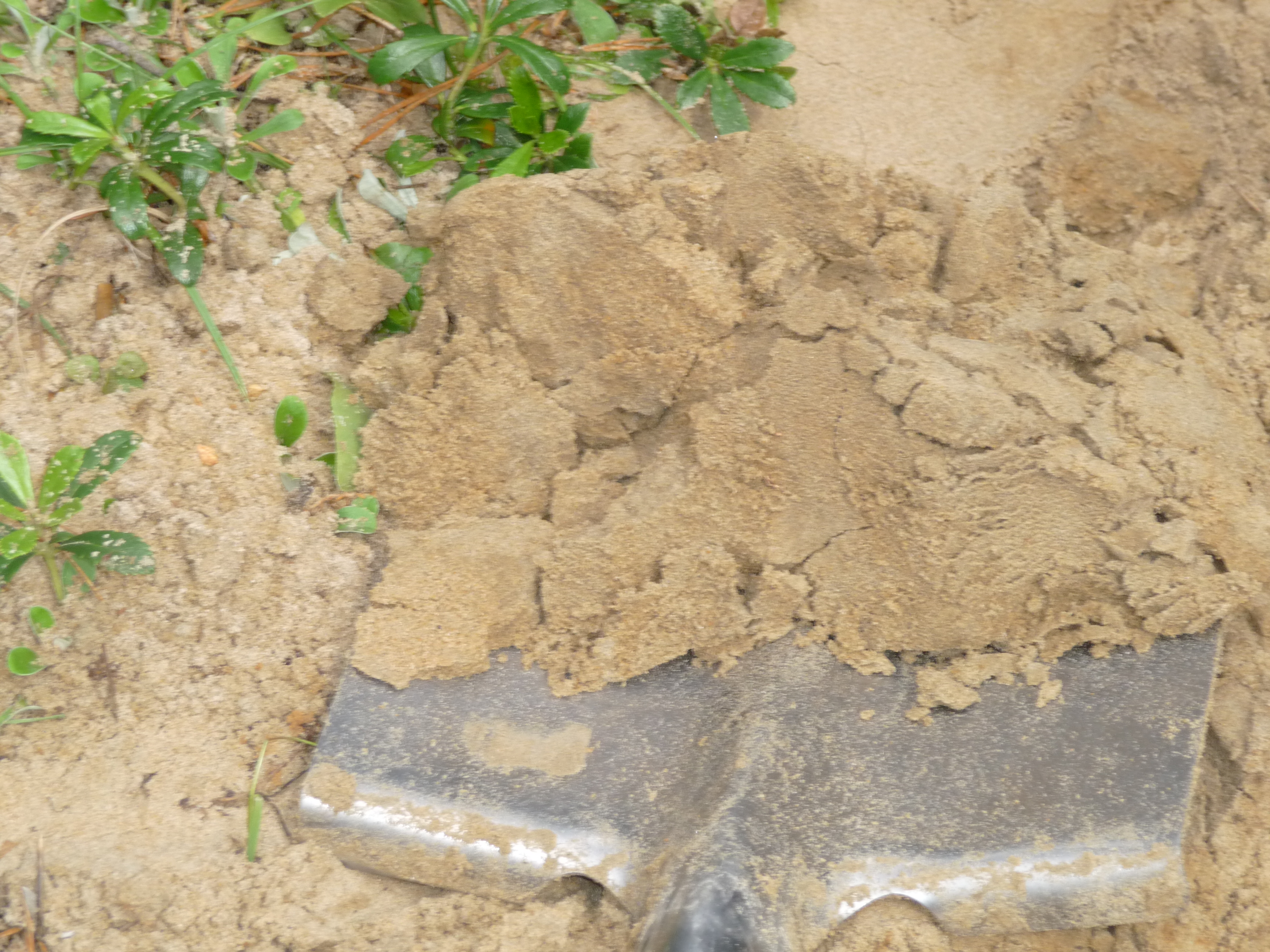
Loam arenoso.

El loam es una roca sedimentaria detrítica incoherente, de granos sueltos, con proporción equilibrada de partículas de arena, limo y arcilla.
Por su textura, los suelos de loam son bastante impermeables y retienen fácilmente el agua, con lo que además contienen más nutrientes que los suelos simplemente arenosos.
A menudo se habla de suelos de loam arcilloso, de loam arenoso o de loam de limo, dependiendo de la cantidad de partículas que de uno u otro material contenga dicho suelo (incluso combinaciones, como loam arcillo-arenoso...)
Se trata de suelos fácilmente trabajables en las labores agrícolas.
- Datos: Q60823300